# Сиби
„Сиби“ е българско издателство, специализирано в издаването на справочни издания и правна литература.

## История
Издателството е основано през 1990 г.  От своето основаване насам „Сиби“ издава стотици учебници, монографии, справочници, методически ръководства, коментари и друга правна литература.
От 1993 г., съвместно с Юридическия факултет на СУ „Климент Охридски“, Сиби издава академичното списание „Съвременно право“, в което се разработват и изследват проблемите на българското право като действащо право, като теория и като учебна дисциплина.
От 1999 г. „Сиби“ стартира поредица „Джобни издания“, която се състои от анотирани и актуализирани сборници с нормативни актове, създадени от редакционния екип на издателството или под съставителството на бележити съвременни юристи.
От 2000 г., съвместно с Висшия адвокатски съвет, „Сиби“ издава списание „Адвокатски преглед“, което се разпространява безплатно чрез адвокатските съвети в София и страната. 
От 2004 г. „Сиби“ започва да издава поредицата „Modus Studendi“ под съставителството на известни преподаватели по право, която цели улесняване на студентите в юридическите факултети при подготовката им за изпит по определени дисциплини.
Издателството ежегодно подарява книги на младите юристи от Юридическия факултет на СУ „Климент Охридски“ по повод церемонията за тяхното дипломиране., грижи се за попълване на книжния фонд за юридическа литература на библиотеките , спонсорира състезания на студенти по право  и развива социална политика за подобряване на правната култура на обществото. 